# Brewcaria
Brewcaria ist eine Pflanzengattung in der Unterfamilie Navioideae innerhalb der Familie der Bromeliengewächse (Bromeliaceae). Früher wurden sie in die Unterfamilie Pitcairnioideae eingeordnet. Die etwa sechs Arten sind im Guayana-Hochland im nordöstlichen Südamerika, nur in den Staaten Kolumbien und Venezuela verbreitet. Es ist keine Nutzung durch den Menschen bekannt und selbst Botanische Gärten besitzen nur selten Exemplare in ihren Sammlungen.

## Beschreibung

### Vegetative Merkmale
Bei Brewcaria-Arten handelt sich um terrestrische oder lithophytische, etwas xerophytische, ausdauernde krautige Pflanzen, die manchmal durch vegetative Vermehrung Bestände bilden.
In grundständigen Rosetten stehen die derben, steifen Laubblätter zusammen. Die Blattränder sind stachelig gesägt. Mindestens die Blattunterseite ist beschuppt.

### Generative Merkmale
Brewcaria-Arten bilden einen mehr oder weniger langen, aufrechten Blütenstandsschaft. Die immer einfachen, ährigen, dichten Blütenstände besitzen Hochblätter. Es sind nie Blütenstiele vorhanden.
Die zwittrigen Blüten sind dreizählig. Die drei Kelchblätter sind nicht gekielt. Die drei freien Kronblätter besitzen zwei transversal, horizontal inserierte Schüppchen (Ligulae); Hauptunterscheidungsmerkmal zu den nahe verwandten Navia, die keine Ligulae besitzen und zu den Steyerbromelia, deren Ligulae vertikal inseriert sind. Es sind zwei Kreise mit je drei gleichen, freien Staubblättern vorhanden. Drei Fruchtblätter sind zu einem halbunterständigen Fruchtknoten verwachsen. Der Griffel endet in drei schmalen Narbenästen.
Die Blütenformel lautet:
{\displaystyle \star \;K_{3}\;C_{3}\;A_{3+3}} oder {\displaystyle G_{\overline {(3)}}}
Es werden Kapselfrüchte gebildet. Die Samen sind höchstens sehr schmal geflügelt.
Sie weisen den Photosynthesetypus der C3-Pflanze auf.

## Systematik
Die Gattung Brewcaria wurde 1984 von Lyman B. Smith, Julian Alfred Steyermark und Harold E. Robinson in Acta Botanica Venezuelica, Volume 14, 3 mit nur zwei neu beschriebenen Arten aufgestellt. Typusart ist Brewcaria duidensis L.B.Sm., Steyerm. & H.Rob. Der Gattungsname Brewcaria ehrt den venezolanischen Entdecker und Naturwissenschaftler Charles Brewer-Carías (* 1938).
Da molekulargenetische Untersuchungen ergaben, dass die Unterfamilie Pitcairnioideae in ihrem ursprünglichen Umfang nicht monophyletisch war, deshalb wurde sie in mehrere Unterfamilien aufgeteilt. Dabei wurde die Unterfamilie Navioideae reaktiviert mit den Gattungen Navia, Cottendorfia, Sequencia, Steyerbromelia und Brewcaria. Aus der Gattung Navia wurden von Bruce K. Holst 1997 die Arten mit ährigen oder rispigen Blütenständen in die Gattung Brewcaria und die Arten mit Anhängseln am Samen in die Gattung Steyerbromelia ausgegliedert. Dadurch kamen vier weitere Arten zur Gattung Brewcaria, die bisher alle von Lyman B. Smith als Navia-Arten beschrieben waren.
Es gibt sechs Brewcaria-Arten:
- Brewcaria brocchinioides (L.B.Sm.) B.Holst (Syn.: Navia brocchinioides L.B.Sm.): Sie gedeiht terrestrisch entlang von Granitaufschlüssen am Ufer von Fließgewässern in Höhenlagen von etwa 650 Metern im venezolanischen Bundesstaat Amazonas.[3]
- Brewcaria duidensis L.B.Sm., Steyermark & H.Rob.: Sie gedeiht terrestrisch oder lithophytisch auf dem sumpfigen Gifelplateu des Tepui Cerro Duida in Höhenlagen von etwa 1500 Metern im venezolanischen Bundesstaat Amazonas.[3]
- Brewcaria hechtioides (L.B.Sm.) B.Holst (Syn.: Navia hechtioides L.B.Sm.): Dieser Endemit kommt nur auf dem Cerro Autana sowie Cerro Sipapo im venezolanischen Bundesstaat Amazonas vor. Er gedeiht terrestrisch in montanen Strauchsavannen in Höhenlagen von 1200 bis 1500 Metern.[3]
- Brewcaria hohenbergioides (L.B.Sm.) B.Holst (Syn.: Navia hohenbergioides L.B.Sm.): Sie gedeiht terrestrisch an unteren Bereichen von felsigen Hängen und in den Savannen in Höhenlagen zwischen 200 und 600 Metern im venezolanischen Bundesstaat Amazonas und ist lokal relativ häufig.[3]
- Brewcaria marahuacae L.B.Sm., Steyermark & H.Rob.: Dieser Endemit kommt nur auf dem Cerro Marahuaka im venezolanischen Bundesstaat Amazonas vor. Er gedeiht dort als dominante Art auf dem offenen, felsigen Gipfelbereich dieses Tepui in Höhenlagen von 2500 bis 2600 Metern.[3]
- Brewcaria reflexa (L.B.Sm.) B.Holst (Syn.: Navia reflexa L.B.Sm., Navia gracilis L.B.Sm.): Sie gedeiht terrestrisch in Höhenlagen von 180 bis 300 Metern an Ufern von Fließgewässern in Kolumbien nur im Departamento del Vaupés und in Venezuela.[3]

## Weiterführende Literatur
- T. J. Givnish, J. C. Pires, S. W. Graham, M. A. McPherson, L. M. Prince, T. B. Patterson: Phylogeny, biogeography, and ecological evolution in Bromeliaceae: Insights from ndhF sequences. In: J. T. Columbus, E. A. Friar, J. M. Porter, L. M. Prince, M. G. Simpson: Monocots: Comparative Biology and Evolution. Poales, Rancho Santa Ana Botanical Garden, Claremont, 2006, 23, Seite 3–26.